# Stigmatomyces baeopteri
Stigmatomyces baeopteri är en svampart som beskrevs av M.B. Hughes, A. Weir & W. Rossi 2004. Stigmatomyces baeopteri ingår i släktet Stigmatomyces och familjen Laboulbeniaceae.   Inga underarter finns listade i Catalogue of Life.